# Monceaux-le-Comte
Monceaux-le-Comte – miejscowość i gmina we Francji, w regionie Burgundia-Franche-Comté, w departamencie Nièvre.
Według danych na rok 1990 gminę zamieszkiwało 158 osób, a gęstość zaludnienia wynosiła 48 osób/km² (wśród 2044 gmin Burgundii Monceaux-le-Comte plasuje się na 753. miejscu pod względem liczby ludności, natomiast pod względem powierzchni na miejscu 1321.).